# Westbury (Québec)
Pour les articles homonymes, voir Westbury.
Westbury est une municipalité de canton située dans Le Haut-Saint-François, en Estrie, au Québec (Canada).

## Histoire
« De 1855 à 1858, le territoire du township d'Ascot est érigé en municipalité du township of Ascot Westbury, car le township de Westbury compte à peine 180 habitants. Le 16 août 1858, la municipalité du canton de Westbury était officiellement établie ».
L'industrialisation de la ville débute en 1881, avec la construction d'un moulin à scie. En 1882, une usine de pâte et papier ouvre ses portes. Il s’agit de la papeterie Royal Pulp and Paper Co, qui connaitra une grande croissance.

## Géographie
Son territoire, situé en milieu rurale, est traversé par la route 112 et par la rivière Saint-François qui ceinture la ville de East Angus.

## Démographie
| 1996 | 2001 | 2006 | 2011 | 2016  | 2021  |
| ---- | ---- | ---- | ---- | ----- | ----- |
| 978  | 948  | 932  | 997  | 1 006 | 1 097 |

## Administration
Les élections municipales se font en bloc pour le maire et les six conseillers.
| Westbury Maires depuis 2001                                                                                          |                |         |          |
| Élection | Maire          | Qualité | Résultat |
| 2001 | Kenneth Coates |         | Voir     |
| 2005 | Kenneth Coates | Voir    |          |
| 2009 | Kenneth Coates | Voir    |          |
| 2013 | Kenneth Coates | Voir    |          |
| 2017 | Gary Forster   |         | Voir     |
| 2021 | Gary Forster   | Voir    |          |
| Élection partielle en italique Depuis 2005, les élections sont simultanées dans toutes les municipalités québécoises |                |         |          |